# Adrián Guerra
Adrián Guerra est un producteur de cinéma espagnol né en avril 1984 à Las Palmas de Gran Canaria et connu pour sa collaboration avec Rodrigo Cortés. 

## Récompenses
- 2011 : Prix Gaudí du meilleur film en langue non-catalane pour Buried (partagé avec Rodrigo Cortés)

## Filmographie

### Comme producteur
- 2015 : Gunman (The Gunman) de Pierre Morel
- 2012 : Red Lights de Rodrigo Cortés
- 2011 : Buried de Rodrigo Cortés
- 2011 : Emergo de Carles Torrens
- 2011 : Guest de José Luis Guerín (documentaire)
- 2018 : Blackwood, le pensionnat (Down a Dark Hall) de Rodrigo Cortés